# Ptychotis barbata
Ptychotis barbata är en flockblommig växtart som beskrevs av Dc. Ptychotis barbata ingår i släktet Ptychotis och familjen flockblommiga växter. Inga underarter finns listade i Catalogue of Life.